# Dialetto fering

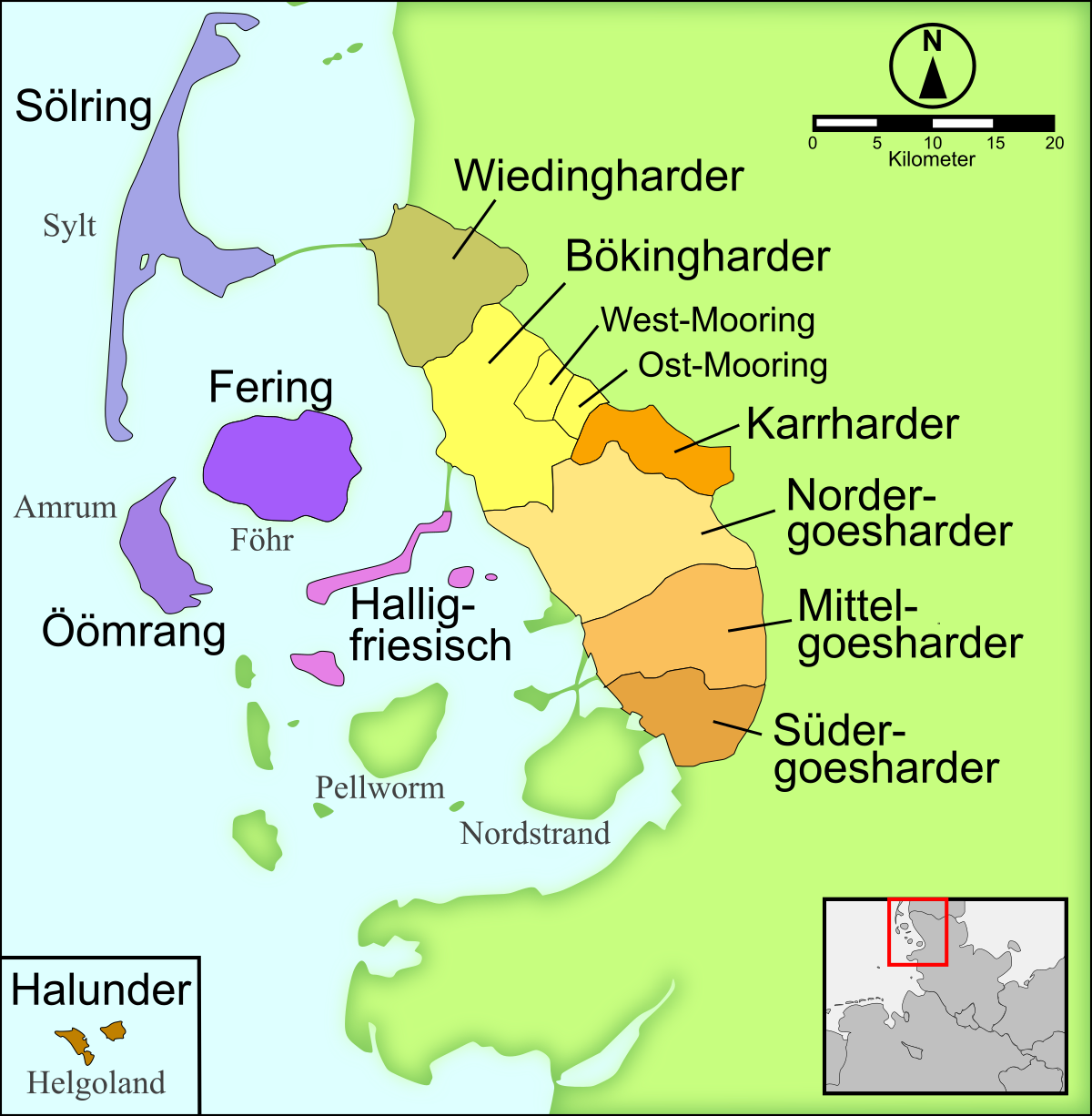
Mappa dei dialetti del frisone settentrionale con il Fering

Il dialetto fering, o föhring, è un dialetto della lingua frisone settentrionale, parlato sull'isola di Föhr in Germania.
Il nome del dialetto si riferisce chiaramente al nome dell'isola in cui è parlato. Insieme al Öömrang, al Söl'ring e ai dialetti Halunder, il dialetto Fering costituisce una delle variazioni del frisone settentrionale.
Circa 3000 persone conoscono questo dialetto. Il fering è parlato soprattutto nella parte occidentale dell'isola.

## Storia
Il primo documento scritto in Fering è la traduzione del catechismo di Martin Lutero e risale a circa il 1600. Anche la maggior parte dei documenti in frisone settentrionale sono stati scritti a Föhr durante il XIX secolo. Tuttavia esistono testi, inerenti ballate, risalenti al XV secolo, come la A bai a reder.
Fra il 1973 e il 1985 veniva pubblicato regolarmente un giornale dell'isola di Föhr scritto in Fering. Attualmente compaiono articoli in Fering sul quotidiano dell'isola. I parlanti madrelingua si concentrano soprattutto nella parte occidentale dell'isola, come nel villaggio di Nieblum e a Süderende.